# Антиретровирусная терапия
Антиретровирусная терапия (АРВТ, АРТ, ранее — высокоактивная антиретровирусная терапия, ВААРТ) — метод терапии ВИЧ-инфекции (ВИЧ относят к семейству ретровирусов), состоящий в регулярном приёме двух и более противовирусных препаратов. Благодаря приёму такой терапии ВИЧ-положительные люди могут вести нормальный образ жизни, а также не способны передать вирус другим людям половым путём даже при незащищённых половых актах. Действие АРВТ заключается в том, что ВИЧ-положительный человек достигает нулевой вирусной нагрузки, вследствие чего качество и продолжительность его жизни, его здоровье и самочувствие ничем не отличаются от ВИЧ-отрицательных людей. АРВТ также позволяет ВИЧ-положительным родителям естественным путем зачать и родить здорового ребёнка. Наиболее современные варианты терапии практически не имеют побочных эффектов, безопасны для человека и состоят в приёме одной таблетки в сутки либо одной инъекции в один или два месяца.

## История термина
Термин «высокоактивная антиретровирусная терапия» (ВААРТ) вошёл в широкое употребление после того, как был продемонстрирован превосходный вирусологический и клинический ответ на комбинацию из трёх (или более) антиретровирусных препаратов. Однако прилагательное «высокоактивная» в качестве характеристики является избыточным, и поэтому данный термин вышел из повсеместного употребления и был заменён на «антиретровирусная терапия» (АРВТ). ВОЗ также не рекомендует использовать аббревиатуру АРТ.

## Цели терапии
- Вирусологическая — основная цель состоит в том, чтобы остановить воспроизведение вируса в организме. Показателем этого служит снижение вирусной нагрузки за 4 недели более чем в 10 раз, до менее 20—50 копий/мл за 16—24 недель, удержание её на этом уровне как можно дольше.
- Иммунологическая — восстановить состояние иммунной системы. Когда вирусная нагрузка резко снижается, организм получает возможность постепенно восстановить количество CD4-лимфоцитов и, соответственно, адекватный иммунный ответ[2].
- Клиническая — увеличить продолжительность и качество жизни ВИЧ-положительного[2]. Приём терапии в большинстве случаев избавляет человека от развития СПИДа, а значит, заболеваний, которые могли бы ухудшить его жизнь и даже привести к гибели. Поскольку количество вирусов в крови и тканях резко уменьшается, становится менее опасен незащищенный половой акт[29][30], а значит, и возможность зачать ребёнка.

## Принцип действия

Точки воздействия АРВТ. Существующие и перспективные

Главной проблемой подавления вируса иммунодефицита человека является его высокая мутагенность, то есть способность варьировать свою РНК и таким образом вырабатывать жизнеспособные мутации даже в неблагоприятных условиях. Основой АРВТ является метод применения нескольких препаратов одновременно для подавления различных стадий развития вируса. До разработки тритерапии использовался лишь один препарат (первоначально это был т. н. AZT — зидовудин), к которому вирус быстро приспосабливался. Применение трёх препаратов позволяет эффективно подавлять не только имеющуюся в организме разновидность вируса, но и мутантные формы, появляющиеся во время болезни.
Комбинация препаратов собирается из двух, трёх или четырёх компонентов. По принципу действия все компоненты делятся на следующие группы: ингибиторы обратной транскриптазы трех видов — нуклеозидные, нуклеотидные и ненуклеозидные, ингибиторы протеазы, ингибиторы интегразы, ингибиторы слияния (ингибиторы фузии), ингибиторы рецепторов. В последнее время ведутся активные испытания ещё одной перспективной группы, не имеющей собственного названия, препараты которой будут являться мутагенами для ВИЧ и приводить к его гибели путём накопления в его геноме ошибок, не совместимых с дальнейшей жизнедеятельностью.
Вирус может выработать устойчивость к определенному препарату, если он принимается нерегулярно или в недостаточных дозах. Такую устойчивость принято называть резистентностью. Существуют штаммы (разновидности) вируса, резистентные к препаратам того или иного класса; мутации резистентности постепенно накапливаются — резистентные штаммы становятся более распространёнными. Если пациент инфицирован штаммом ВИЧ, устойчивым по отношению к препаратам нескольких классов, подобрать эффективный вариант АРВТ и тем самым отложить наступление стадии синдрома приобретённого иммунного дефицита становится очень затруднительным.

## Режим приёма
Терапия требует чёткого соблюдения графика приёма (в определённый час или за заданное время до или после еды). Нельзя пропускать приемы препаратов, нельзя принимать уменьшенные или увеличенные дозы в случае пропуска. Все это создаёт большую нагрузку на ВИЧ-положительного, поэтому перед началом терапии её режим обсуждается на приёме у врача, а состав препаратов может быть скорректирован. Если человек принимает наркотики, то, согласно распространенному мнению, ему может быть трудно выдерживать график приёма, что уменьшает эффективность терапии.
Зависимость вирусологического ответа на АРВТ от степени соблюдения пациентом режима лечения (данные на 2000 год):
| Число принятых доз/число назначенных доз | Вирусная нагрузка < 400 копий/мл через 6 месяцев |
| ---------------------------------------- | ------------------------------------------------ |
| > 95 %                                   | 78 %                                             |
| 90—95 %                                  | 45 %                                             |
| 80—90 %                                  | 33 %                                             |
| 70—80 %                                  | 29 %                                             |
| < 70 %                                   | 18 %                                             |

В последнее время фармкомпании стараются разработать схемы АРВТ с однократным приёмом препаратов в сутки. Для однократного приёма одобрены такие препараты как: диданозин, абакавир, тенофовир, ламивудин, эмтрицитабин, эфавиренз, невирапин, доравирин, элсульфавирин, рилпивирин, атазанавир, атазанавир/ритонавир, лопинавир/ритонавир, фосампренавир/ритонавир, дарунавир/ритонавир, долутегравир, каботегравир.

## Доступность терапии
В России расходы на лечение ВИЧ-инфицированных пациентов оплачиваются государством из федерального бюджета, часть средств выделяется субъектами РФ из регионального бюджета. Большинство этих препаратов внесено в перечень ЖНВЛП. Данные препараты бесплатно выдаются пациентам, которым, по медицинским показаниям, необходим прием АРВ-терапии, в специализированных медицинских учреждениях (СПИД-центрах, инфекционных больницах). Однако не все пациенты, нуждающиеся в лечении, могут получить препараты из-за недостаточного финансирования и высоких цен, а также сложностей процедуры проведения закупок по Федеральному закону № 44-ФЗ 2013 года. В свободную продажу эти препараты не поступают. Особенно актуальна проблема финансирования препаратов в малых субъектах Российской Федерации.
В настоящее время на фармацевтическом рынке появляется всё больше аналогов дорогих антиретровирусных препаратов, так называемых дженериков. Это воспроизведённые препараты — аналоги оригинальных лекарственных средств, у которых, в свою очередь, закончилось действие патента.
В 2014 году годовой курс лечения одного больного, в зависимости от сложности протекания заболевания, стоил в России от 60 до 300 тысяч рублей (в конце 1990-х годов — до 10—15 тыс. долларов). Принимать эти лекарства люди должны не просто ежедневно, но и по часам. И если человек по какой-то причине пропустил приём лекарств, то потом ему понадобятся более дорогие препараты. При лечении ВИЧ-инфекции на начальных этапах до подавления вирусной нагрузки назначается три или четыре препарата. Моно- или битерапия исключена. При подавлении вирусной нагрузки применяются облегченные схемы из двух современных препаратов, либо классические из трёх/четырех. В регионах Российской Федерации периодически возникают перебои с препаратами, о чём пациенты и врачи могут сообщать на сайт инициативной группы «Пациентский контроль» и «Международной коалиции по готовности к лечению ITPCru», http://pereboi.ru/.
Проблема высокой стоимости решается в разных странах по-разному. В США и Европе существуют медицинские страховки, предусматривающие оплату АРВТ, в Бразилии волевым методом было разрешено копирование зарубежных лекарств (игнорируя патентную защиту) и налажен выпуск дешёвых препаратов. Тем не менее в большинстве регионов, где нужда в тритерапии наиболее высока — в Африке (в некоторых странах количество ВИЧ-положительных достигает 30 % населения) и Латинской Америке — она по-прежнему недоступна в необходимых объёмах. Развитые страны выделяют значительные суммы на поддержку закупок лекарств для бедных регионов.

## История разработки
Первым широко используемым препаратом стал зидовудин, который был синтезирован в 1964 году. Стал широко использоваться с 1987 года, после клинических испытаний, проведённых в 1985 году и доказавших его эффективность в борьбе с ВИЧ. Первые ингибиторы протеазы и ненуклеозидные ингибиторы обратной транскриптазы были созданы в начале 1990-х годов и тогда же начали широко применяться.
Поскольку эффективность комбинированной терапии из трёх или четырёх препаратов (по сравнению с монотерапией) является чрезвычайно высокой, а эффект — длительным, по рекомендации ВОЗ в настоящее время её назначают всем ВИЧ-положительным сразу после постановки диагноза. Последние исследования доказывают, что чем раньше начата АРВТ, тем эффективнее её терапевтический эффект, риск возникновения оппортунистических заболеваний также уменьшается значительно. В настоящее время значительные усилия прикладываются для поиска различных способов подавления вируса, а также практические испытания чрезвычайно перспективного типа препаратов — ингибиторов слияния.
Кроме того, ведутся активные поиски и других лекарственных средств, способных замедлить или прекратить эпидемию ВИЧ: вакцины, средств защиты при половом акте, методов постконтактной защиты (лекарств, которые принимают сразу же после опасного контакта для уменьшения вероятности передачи).

## Классы препаратов антиретровирусной терапии

### Нуклеозидные ингибиторы обратной транскриптазы
К классу нуклеозидных ингибиторов обратной транскриптазы относится самый первый антиретровирусный препарат, одобренный для лечения ВИЧ-инфекции. Механизм действия этого класса препаратов основан на конкурентном подавлении обратной транскриптазы — фермента ВИЧ, который обеспечивает создание ДНК на основе РНК вируса. Большинство этих препаратов являются аналогами нуклеозидов, отличаясь от них лишь небольшим изменением в молекуле рибозы. Встраивание их в синтезирующуюся цепь ДНК приводит к прекращению её синтеза из-за неспособности этого соединения образовывать фосфодиэфирную связь. Зидовудин и ставудин представляют собой аналоги тимидина, эмтрицитабин и ламивудин — аналоги цитидина, диданозин — аналог инозина, абакавир — аналог гуанозина. Тенофовир и фосфазид представляют собой аналоги нуклеотидов. Нецелесообразно комбинировать препараты, являющиеся аналогами одного и того же нуклеозида, так как они конкурируют за один и тот же участок связывания.
В целом нуклеозидные ингибиторы обратной транскриптазы хорошо переносятся, однако способны вызывать отдалённые побочные эффекты (угнетение костного мозга, лактацидоз, полинейропатию, панкреатит, липоатрофию). Эти эффекты нуклеозидных ингибиторов обратной транскриптазы обусловлены токсическим действием на митохондрии. Встраивание «дефектных» нуклеозидов нарушает метаболизм митохондрий, и они разрушаются. Нуклеозидные ингибиторы обратной транскриптазы существенно отличаются друг от друга по выраженности токсического действия на митохондрии. Например, абакавир и ламивудин менее токсичны, чем ставудин или диданозин, а зальцитабин по этой причине вовсе исчез из арсенала антиретровирусных средств. Нуклеозидные ингибиторы обратной транскриптазы большей частью выводятся почками, поэтому в лекарственные взаимодействия вступают относительно редко.
| Препарат              | Аббревиатура | Торговые названия                                               |
| --------------------- | ------------ | --------------------------------------------------------------- |
| Зидовудин             | AZT, ZDV     | Ретровир, Зидовудин, Азидотимидин, Виро-Зет, Азимитем, Зидо-Эйч |
| Диданозин             | ddI          | Диданозин, Фадинозин                                            |
| Зальцитабин           | ddC          | Не производится                                                 |
| Ставудин              | d4T          | Ставудин, Стаг                                                  |
| Ламивудин             | 3TC          | Эпивир, Ламивудин, Зеффикс, Гептавир-150, Виролам, Амивирен     |
| Абакавир              | ABC          | Зиаген, Абакавир, Олитид                                        |
| Тенофовир дизопроксил | TDF          | Виреад, Тенофовир, Вирфотен, ТЕНОФОЛЕК, ТЕНОФ 300               |
| Эмтрицитабин          | FTC          | Эмтрицитабин, Эмтритаб                                          |
| Тенофовир алафенамид  | TAF          | Вемлиди                                                         |
| Фосфазид              | PhAZT        | Никавир                                                         |

### Ненуклеозидные ингибиторы обратной транскриптазы
Воздействуют на обратную транскриптазу.
| Препарат      | Аббревиатура | Торговые названия                       |
| ------------- | ------------ | --------------------------------------- |
| Невирапин     | NVP          | Вирамун, Невирапин, Невивир 200         |
| Делавирдин    | DLV          | Не производится                         |
| Эфавиренз     | EFV          | Эфавиренз, Регаст                       |
| Этравирин     | ETR          | Интеленс, Этравирин, Равэртир, КЛЕСИДРА |
| Рилпивирин    | RPV          | Эдюрант, Лаконивир, Рекамбис            |
| Элсульфавирин | ESV          | Элпида                                  |
| Доравирин     | DOR          | Пивелтра                                |

### Ингибиторы протеазы
Ингибиторы протеазы блокируют фермент протеазу вируса, который расщепляет полипротеины Gag-Pol на отдельные белки.
| Препарат      | Аббревиатура | Торговое название                       |
| ------------- | ------------ | --------------------------------------- |
| Саквинавир    | SQV          | Саквинавир, Интерфаст, Савир 500        |
| Индинавир     | IDV          | Криксиван                               |
| Ритонавир     | RTV, /r      | Норвир, Ритонавир, Ретвисет, ВАРТОВАН   |
| Нелфинавир    | NFV          | Вирасепт (не зарегистрирован в РФ)      |
| Ампренавир    | APV          | Не производится                         |
| Фосампренавир | FPV          | Фосампренавир, АМПРИЗИР                 |
| Атазанавир    | ATV          | Атазанавир, Симанод, Атазор, СФУМАТА    |
| Типранавир    | TPV          | Аптивус (не зарегистрирован в РФ)       |
| Дарунавир     | DRV          | Дарунавир, Вирнада, САЛДУВИР, Кемерувир |

### Ингибиторы интегразы
Ингибиторы интегразы блокируют фермент вируса, участвующий во встраивании вирусной ДНК в геном клетки-мишени с образованием провируса.
| Препарат     | Аббревиатура | Торговое название                                                  |
| ------------ | ------------ | ------------------------------------------------------------------ |
| Ралтегравир  | RAL          | Исентресс, Ралтегравир, Ралтегра, Тегвимель, РОЛНАВИР              |
| Элвитегравир | EVG          | Витекта (в России - в составе комбинированного препарата "Генвоя") |
| Долутегравир | DTG          | Тивикай, Долутегравир, АРДОЛЕГРО                                   |
| Каботегравир | CAB          | Вокабриа                                                           |

### Комбинации
| Препарат                                                   | Аббревиатура     | Оригинал            | Торговое название                                                                   |
| ---------------------------------------------------------- | ---------------- | ------------------- | ----------------------------------------------------------------------------------- |
| Зидовудин/Ламивудин                                        | ZDV/3TC, CBV     | Combivir            | Комбивир, Зидовудин+Ламивудин, Вирокомб, ЗИЛАМ-ТЛ, Дизаверокс, Эмлазид, ЛАМИ-ЗИДОКС |
| Абакавир/Ламивудин                                         | ABC/3TC, KVX     | Epzicom             | Абакавир+Ламивудин, Кивекса, Думива, Алагет, Лавудин-АБ                             |
| Тенофовир дизопроксил/эмтрицитабин                         | TDF/FTC, TVD     | -                   | Тенофовир+Эмтрицитабин, Трувада, Доквир, НОФОРЕНА                                   |
| Зидовудин/Ламивудин/Абакавир                               | ZDV/3TC/ABC, TZV | Trizivir            | не зарегистрирован в РФ                                                             |
| Тенофовир дизопроксил/Эмтрицитабин/Эфавиренз               | TDF/FTC/EFV      | Atripla             | Атрипла, Трустива, ЭМТЕНОЛИКС, Трактен-Н                                            |
| Тенофовир дизопроксил/Эмтрицитабин/Рилпивирин              | TDF/FTC/RPV      | Complera            | Эвиплера, Тенрилтаб                                                                 |
| Эмтрицитабин/Тенофовир дизопроксил/Элвитегравир/Кобицистат | FTC/TDF/EVG/C    | Stribild            | не зарегистрирован в РФ                                                             |
| Лопинавир/Ритонавир                                        | LPV/r            | Kaletra             | Калетра, Лопинавир/Ритонавир, ЛОПИРИТА, Адемио, Калидавир, Клоривир Дуо             |
| Ламивудин/Тенофовир дизопроксил/Эфавиренз                  | 3TC/TDF/EFV      | Symfi, Symfi Lo     | Эфтенла                                                                             |
| Ламивудин/Тенофовир дизопроксил                            | 3TC/TDF          | Cimduo, Temixys     | не зарегистрирован в РФ                                                             |
| Ламивудин/Абакавир/Долутегравир                            | 3TC/ABC/DTG      | Triumeq, Triumeq PD | не зарегистрирован в РФ                                                             |
| Дарунавир/Кобицистат                                       | DRV/C            | Prezcobix           | не зарегистрирован в РФ                                                             |
| Атазанавир/Кобицистат                                      | ATV/C            | Evotaz              | не зарегистрирован в РФ                                                             |
| Эмтрицитабин/Тенофовир алафенамид                          | FTC/TAF          | Descovy             | не зарегистрирован в РФ                                                             |
| Эмтрицитабин/Тенофовир алафенамид/Элвитегравир/Кобицистат  | FTC/TAF/EVG/C    | Genvoya             | Генвоя                                                                              |
| Тенофовир дизопроксил/Эмтрицитабин/Рилпивирин              | TAF/FTC/RPV      | Odefsey             | не зарегистрирован в РФ                                                             |
| Эмтрицитабин/Тенофовир алафенамид/Биктегравир              | FTC/TAF/BIC      | Biktarvy            | Биктарви                                                                            |
| Долутегравир/Рилпивирин                                    | DTG/RPV          | Juluca              | Джулука                                                                             |
| Эмтрицитабин/Тенофовир алафенамид/Дарунавир/Кобицистат     | FTC/TAF/DRV/C    | Symtuza             | не зарегистрирован в РФ                                                             |
| Атазанавир/Ритонавир                                       | ATV/r            | -                   | Атазор-Р                                                                            |
| Ламивудин/Тенофовир дизопроксил/Доравирин                  | 3TC/TDF/DOR      | Delstrigo           | Делстриго                                                                           |
| Ламивудин/Долутегравир                                     | 3TC/DTG          | Dovato              | Довато                                                                              |

### Новые средства

#### Ингибиторы рецепторов
Ингибиторы рецепторов препятствуют проникновению ВИЧ в клетку-мишень, воздействуя на корецепторы. Два наиболее важных известных корецептора — CXCR4 и CCR5. Препарат этого класса, доступный для лечения — маравирок, вызывает изменения конформации рецептора CCR5, что приводит к невозможности проникновения вируса в клетку человека.
| Препарат   | Аббревиатура | Торговое название                  |
| ---------- | ------------ | ---------------------------------- |
| Маравирок  | MVC          | Целзентри                          |
| Ибализумаб | IBAL         | Трогарзо (не зарегистрирован в РФ) |

#### Ингибиторы слияния
Ингибиторы слияния блокируют последний этап проникновения ВИЧ в клетку-мишень.
| Препарат    | Аббревиатура | Торговое название                |
| ----------- | ------------ | -------------------------------- |
| Энфувиртид  | ENF, T-20    | Фузеон (не зарегистрирован в РФ) |
| Фостемсавир | FTR          | Рукобия                          |

## Применение при беременности
В исследованиях, проведённых с 1990 по 2000 год среди ВИЧ-инфицированных матерей, родивших детей, были получены следующие результаты: при отсутствии АРВ-терапии частота передачи составляла 20,0 %, при использовании монотерапии зидовудином — 10,4 %, при приеме комбинации двух НИОТ — 3,8 %, и у женщин, получавших АРВТ — 1,2 %. По данным Объединенного европейского исследования, частота перинатальной передачи ВИЧ в 2001—2002 годах составляла 1 %.
Полученные во многих исследованиях результаты подтверждают безопасность применения во время беременности всех широко применяемых АРВ-препаратов, за исключением комбинации диданозина и ставудина, эфавиренза и гидроксимочевины.
Применение антиретровирусных препаратов у беременных
Нуклеозидные и нуклеотидные аналоги
- AZT и 3TC, PhAZT и 3TC
- ddI, FTC, d4T, ABC
- TDF
- ddC

Ненуклеозидные ингибиторы обратной транскриптазы
- NVP
- EFV, DLV

Ингибиторы протеазы
- NFV, SQV/r
- IDV/r, LPV/r
- APV, FPV, ATV

Ингибиторы слияния
- ENF

## Побочные эффекты АРВ-препаратов
Побочные эффекты, представляющие угрозу для жизни:
- Цирроз печени — невирапин (NVP)
- Синдром Стивенса — Джонсона и токсический эпидермальный некролиз — невирапин (NVP), реже эфавиренз (EFV), редко на фоне приёма FPV, ABC, ddI, LPV, AZT, ATV, IDV.
- Лактатацидоз — часто ставудин (d4T)+диданозин (ddI), реже ddI, d4T, AZT, совсем редко или никогда при приеме ABC, TDF, 3TC и FTC.
- Реакция гиперчувствительности — абакавир (ABC)

Тяжёлые побочные эффекты:
- Панкреатит — зидовудин (AZT, ZDV)
- Нефротоксическое действие, синдром Фанкони — тенофовир (TDF)
- Камни в почках — индинавир (IDV), доравирин (DOR)
- Угнетение костного мозга (нейтропения и/или анемия) — зидовудин (AZT, ZDV)
- Повышение активности трансаминаз — все ингибиторы протеазы и ненуклеозидные ингибиторы обратной транскриптазы

Прочие побочные эффекты:
- Расстройства ЖКТ — все ингибиторы протеазы, зидовудин (AZT) и диданозин (ddI)
- Периферическая нейропатия — диданозин (ddI), ставудин (d4T) и зальцитабин (ddC)
- Сыпь (Макулопапулезная сыпь с зудом или без) — ненуклеозидные ингибиторы обратной транскриптазы (NVP и EFV), APV, FPV, TPV/r и ABC.
- Токсическое действие на ЦНС — эфавиренз (EFV)
- Инсулинорезистентность — ингибиторы протеазы, особенно индинавир (IDV)
- Гиперлипидемия — ингибиторы протеазы (кроме атазанавира) и ставудин (d4T). В порядке убывания риска: TPV/r > LPV/r > NFV > FPV > IDV > SQV
- Гинекомастия - некоторые ингибиторы интегразы, в частности ралтегравир, долутегравир.
- Отложения жировой клетчатки — ингибиторы протеазы
- Липодистрофия[60] — ставудин (d4T)